# Praetexta
La praetexta (o per esteso fabula praetexta) è il nome usato nella letteratura latina per la tragedia di argomento romano, in opposizione alla fabula cothurnata, ossia la tragedia di argomento greco, che era spesso un adattamento dalle opere di tragediografi greci quali Eschilo, Sofocle, Euripide. Deriva il suo nome dalla toga praetexta, ossia un abito di porpora, che veniva indossata da adolescenti, magistrati e sacerdoti. Si trattava quindi di un capo di vestiario principalmente romano.

## Contesto storico
Il primitivo teatro latino fu caratterizzato dall'improvvisazione, come nei fescennini o nell'atellana, forme di teatro popolare più libere e licenziose del dramma costruito nella fabula praetexta. Solo con Livio Andronico si passò a una forma di teatro di tipo professionale, con sceneggiature scritte e attori professionisti.
Ben presto, però, si tentò di creare un teatro proprio, che non dipendesse esclusivamente da quello greco e così si pensò ad argomenti tragici tratti dalla storia nazionale.
A causa del contesto di Roma e della sua morale, gli scrittori avevano seri limiti a ciò che potevano scrivere. Ciò portò a un maggiore successo delle tragedie (e commedie) ambientate in Grecia, dove la mancanza dei costumi rigidi del Mos Maiorum lasciava spazio a eventi immorali.

## Origini

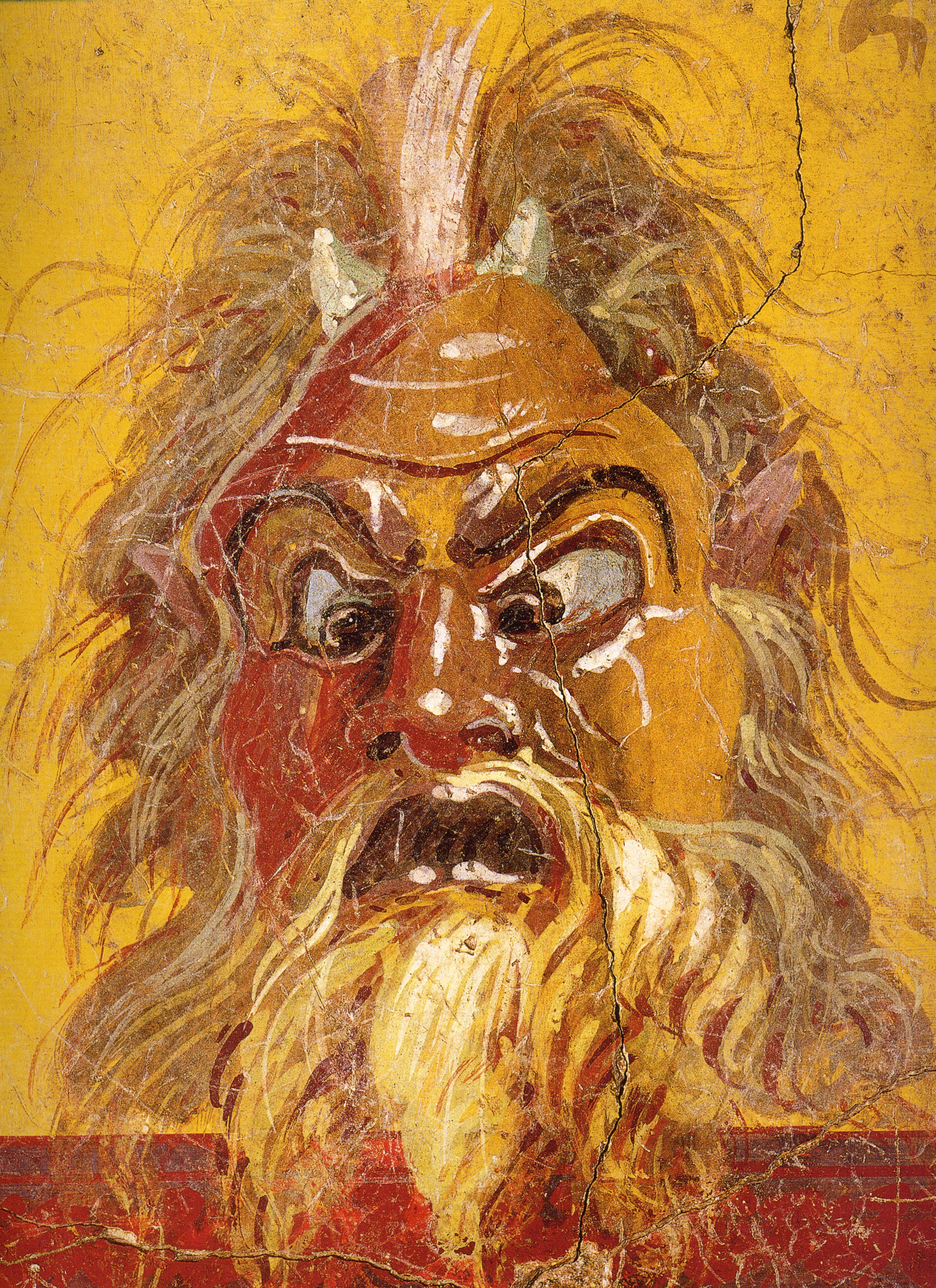
maschera teatrale, dettaglio di un affresco di Pompei, Museo archeologico di Napoli

La praetexta, dramma storico nazionale, è stata inventata da Gneo Nevio (269 a.C.? - 204 a.C.), il secondo drammaturgo romano dopo Livio Andronico, autore anche del primo poema epico romano Bellum poenicum. Delle sue opere restano solo frammenti e il ricordo del suo litigio con la famiglia dei Metelli e poi addirittura con Scipione l'Africano, per cui dovette lasciare Roma e stabilirsi ad Utica dove morì probabilmente nel 204 a.C.. Clastidium e Romulus o Alimonium Romuli et Remi sono i titoli superstiti delle sue Pretextae, conservateci in frammenti. La prima di queste due opere era dedicata alla  omonima battaglia del 222 a.C.: questo fatto implicava un elemento di grande novità, ossia la messa in scena di argomenti di attualità storica e politica; Il secondo titolo allude invece alla fondazione di Roma ed era un'opera verosimilmente incentrata sulle vicende dei suoi due mitici fondatori, Romolo e Remo, allattati dalla lupa. Già in questi due soli titoli si coglie la caratteristica eterogeneità della praetexta rispetto alla cothurnata: le tragedie greche, infatti, trattavano quasi tutte argomenti mitologici e sappiamo che il tragediografo Frinico fu severamente multato per aver rappresentato sulla scena una vicenda contemporanea.
L'unica praetexta giunta intatta sino a noi è Octavia, tradizionalmente attribuita a Seneca, ma probabilmente opera di un tardo imitatore. Inoltre abbiamo frammenti di opere composte da Quinto Ennio (Ambracia, Sabinae), Marco Pacuvio (Paulus), Lucio Accio (Brutus e Decius vel Aeneadae) e Publio Pomponio Secondo, cui qualcuno attribuisce l'Octavia.